# ليخ فاونسا
ليخ فاونسا (بالبولندية: Lech Wałęsa) من مواليد (29 سبتمبر، 1943 في بوبوفو، بولندا) هو رجل دولة بولندي، ومنشق، وحائز على جائزة نوبل للسلام، وقد شغل منصب رئيس بولندا بين عامي 1990 و1995. بعد فوزه في انتخابات عام 1990، أصبح فاونسا أول رئيس منتخب ديمقراطيًا لبولندا منذ عام 1926، وأول رئيس بولندي يُنتخب في تصويت شعبي. أصبح فاونسا، وهو كهربائي في حوض بناء السفن، زعيمًا لحركة التضامن، وقاد جهودًا ناجحة مؤيدة للديمقراطية أنهت في عام 1989 الحكم الشيوعي في بولندا، وبشرت بنهاية الحرب الباردة.
أثناء عمله في حوض لينين لبناء السفن (الآن في حوض غدانسك)، أصبح فاونسا، وهو كهربائي، ناشطًا نقابيًا، وتعرض للاضطهاد من قبل السلطات الشيوعية، ووضِع تحت المراقبة، وفصِل من العمل في عام 1976، واعتقل عدة مرات. في أغسطس 1980 كان له دور فعال في المفاوضات السياسية التي أدت إلى اتفاق غدانسك الرائد بين العمال المضربين والحكومة. شارك في تأسيس نقابة التضامن التي زاد عدد أعضائها عن عشرة ملايين شخص.
بعد فرض الأحكام العرفية في بولندا وحظر التضامن، قُبض على فاونسا مرة أخرى. بعد إطلاق سراحه من الحجز، واصل نشاطه وبرز في تأسيس اتفاقية المائدة المستديرة التي أدت إلى انتخابات تشريعية بولندية شبه حرة عام 1989 وحكومة بقيادة التضامن. ترأس انتقال بولندا الناجح من الشيوعية إلى الديمقراطية الليبرالية في السوق الحرة، لكن دوره النشط في السياسة البولندية تضاءل بعد أن خسر بفارق ضئيل الانتخابات الرئاسية البولندية عام 1995. في عام 1995 أسس معهد ليخ فاونسا.
منذ عام 1980 حصل فاونسا على مئات الجوائز والتكريمات والمكافآت من العديد من دول العالم. حصل على لقب شخصية العام (1981) وواحد من أهم 100 شخص في القرن العشرين (1999) بحسب مجلة التايم. حصل على أكثر من أربعين درجة فخرية، بما في ذلك: جامعة هارفارد وجامعة كولومبيا، بالإضافة إلى عشرات من أعلى أوسمة الدولة، بما في ذلك: وسام الحرية الرئاسي، وسام فارس الصليب الأعظم من وسام الحمّام البريطاني، ووسام الصليب الأعظم الفرنسي من وسام جوقة الشرف. في عام 1989 كان فاونسا أول أجنبي يخاطب الاجتماع المشترك للكونغرس الأمريكي، ولم يكن قد غدا رئيسًا بعد. حمل مطار غدانسك اسمه (ليخ فاونسا) منذ عام 2004.

## حركة التضامن
منذ بداية حياته المهنية، كان فاونسا مهتمًا بمخاوف العمال، وفي عام 1968 شجع زملاءه في حوض بناء السفن على مقاطعة التجمعات الرسمية التي أدانت الإضرابات الطلابية الأخيرة. لقد كان قائدًا يتمتع بشخصية كاريزمية ساعد في تنظيم احتجاجات عام 1970 غير القانونية في حوض بناء السفن في غدانسك عندما احتج العمال على قرار الحكومة برفع أسعار المواد الغذائية، واختير لمنصب رئيس لجنة الإضراب عززت حصيلة الإضرابات، التي تضمنت مقتل أكثر من 30 عاملًا، آراء فاونسا بشأن الحاجة إلى التغيير. في يونيو 1976 فقد فاونسا وظيفته في حوض بناء السفن في غدانسك بسبب مشاركته المستمرة في الاتحادات غير القانونية، والإضرابات، وحملة لإحياء ذكرى ضحايا احتجاجات 1970. بعد ذلك، عمل كهربائيًا في العديد من الشركات الأخرى، لكن نشاطه أدى إلى تسريحه باستمرار، وكان عاطلًا عن العمل لفترات طويلة. كان فاونسا وعائلته تحت المراقبة المستمرة من قبل الشرطة السرية البولندية، وتنصتوا على منزله ومكان عمله. على مدى السنوات القليلة التالية، اعتقِل عدة مرات لمشاركته في أنشطة معارضة.
عمل فاونسا عن كثب مع لجنة الدفاع عن العمال، وهي مجموعة ظهرت لتقديم المساعدة للأشخاص الذين اعتقلوا بعد إضراب عام 1976 ولعائلاتهم. في يونيو 1978 أصبح ناشطًا في النقابات العمالية الحرة السرية في الساحل. في 14 أغسطس 1980 أدى ارتفاع آخر في أسعار المواد الغذائية إلى إضراب في حوض لينين لبناء السفن في غدانسك، والذي كان فاونسا أحد المحرضين عليه. صعد فاونسا فوق سياج حوض بناء السفن وسرعان ما أصبح أحد قادة الإضراب. ألهم الإضراب إضرابات أخرى مماثلة في غدانسك، والتي انتشرت بعد ذلك في جميع أنحاء بولندا. ترأس فاونسا لجنة الإضراب المشتركة بين المؤسسات، ونسق العمال في غدانسك وفي 20 مصنعًا آخرًا في المنطقة. في 31 أغسطس وقعت الحكومة، ممثلة بيتسواف ياغلسكي، اتفاق (اتفاقية غدانسك) مع لجنة تنسيق الإضراب. منحت الاتفاقية عمال حوض بناء السفن في لينين الحق في الإضراب وسمحت لهم بتشكيل نقابة عمالية مستقلة. أضفت لجنة تنسيق الإضراب الشرعية على نفسها باعتبارها لجنة التنسيق الوطنية لنقابة العمال الحرة (التضامن)، واختير فاونسا رئيسًا للجنة. نمت نقابة عمال التضامن بسرعة، وحصلت في النهاية على أكثر من 10 ملايين عضو -أكثر من ربع سكان بولندا. اكتسب فاونسا شهرة كبيرة على الساحة الدولية لدوره في الإضراب، وفي المفاوضات، وفي النقابة المستقلة التي تشكلت حديثًا.
في 10 مارس 1981، وخلال تقديم رئيسه السابق في الجيش، التقى فاونسا مع فويتشخ ياروزلسكي لأول مرة في مبنى مكاتب مجلس الوزراء لمدة ثلاث ساعات. خلال الاجتماع، اتفق ياروزلسكي وفاونسا على أن الثقة المتبادلة ضرورية لحل مشاكل بولندا. وقال فاونسا «ليس الأمر أن اسم الاشتراكية سيئ. بعض الناس فقط أفسدوا اسم الاشتراكية». كما اشتكى وانتقد الحكومة. أبلغ ياروزيلسكي فاونسا عن المناورات الحربية القادمة لحلف وارسو منذ 16 وحتى 25 مارس، على أمل أن يتمكن من المساعدة في الحفاظ على النظام الاجتماعي وتجنب التصريحات المعادية للسوفييت. ذكّر ياروزيلسكي فاونسا بأن حركة التضامن استخدمت الأموال الأجنبية. قال فاونسا مازحًا: «ليس علينا أن نأخذ الدولارات فقط. يمكننا أن نأخذ الذرة والأسمدة، كل شيء على ما يرام. لقد أخبرت السيد كانيا من قبل أنني سآخذ كل شيء من العدو. ذلك أفضل، لإضعاف العدو لا أكثر».
احتفظ فاونسا بمنصبه حتى 13 ديسمبر 1981، عندما أعلن الجنرال ياروزلسكي الأحكام العرفية في بولندا. اعتقل فاونسا والعديد من قادة ونشطاء حركة التضامن، وسُجن لمدة 11 شهرًا حتى 14 نوفمبر 1982 في كايلس، وآتواك، وآرلمو، المدن الشرقية بالقرب من الحدود السوفيتية. في 8 أكتوبر 1982 حُظرت حركة التضامن. في عام 1983 تقدم فاونسا بطلب للعودة إلى حوض بناء السفن في غدانسك ككهربائي. حصل على جائزة نوبل للسلام في العام نفسه. لم يتمكن من قبولها بنفسه، خوفًا من أن تمنعه حكومة بولندا من العودة إلى البلاد. قبلت زوجته دانوتا الجائزة نيابة عنه.
خلال منتصف ثمانينيات القرن العشرين، واصل فاونسا الأنشطة السرية المتعلقة بالتضامن. حمل كل عدد من المجلة الأسبوعية الرائدة السرية تدونيك مازوفسي شعاره «التضامن لن ينقسم أو يدمر». بعد عفو عام 1986 عن نشطاء التضامن، شارك فاونسا في تأسيس المجلس المؤقت لحركة التضامن، وهو أول وجود قانوني وعلني للتضامن منذ إعلان الأحكام العرفية. منذ عام 1987 وحتى عام 1990، نظم وقاد اللجنة التنفيذية المؤقتة شبه غير القانونية لاتحاد نقابة عمال التضامن. في منتصف عام 1988 حرض على الإضراب عن العمل في حوض بناء السفن في غدانسك. كثيرًا ما استجوبته الشرطة السرية البولندية، وجهاز الأمن، خلال ثمانينيات القرن العشرين. في العديد من هذه الحالات، عُرف عن دانوتا -التي كانت معادية للشيوعية أكثر من زوجها- أنها سخرت علانية من عملاء جهاز الأمن عند اعتقالهم ليخ.

## وصلات خارجية
- ليخ فاونسا على موقع أوليمبيديا (الإنجليزية)
- ليخ فاونسا على موقع IMDb (الإنجليزية)
- ليخ فاونسا على موقع الموسوعة البريطانية (الإنجليزية)
- ليخ فاونسا على موقع مونزينجر (الألمانية)
- ليخ فاونسا على موقع ميوزك برينز (الإنجليزية)
- ليخ فاونسا على موقع أول موفي (الإنجليزية)
- ليخ فاونسا على موقع قاعدة بيانات الأفلام السويدية (السويدية)
- ليخ فاونسا على موقع إن إن دي بي (الإنجليزية)
- ليخ فاونسا على موقع ديسكوغز (الإنجليزية)
- ليخ فاونسا على موقع قاعدة بيانات الفيلم (الإنجليزية)
- ليخ فاونسا على موقع كينوبويسك (الروسية)

### أفلام
- Signing of the Gdańsk Agreement
- Presidential Inauguration
- Speech at the National Press Club on Nov.16 1989, from C-SPAN video archive

### أخرى
- Official blog
- Lech Wałęsa Institute
- Stephen Engelberg (11 ديسمبر 1990). "Man in the News; The Grandmaster of Polish Politics: Lech Wałęsa". The New York Times. مؤرشف من الأصل في 2019-06-11.
- Stefan Chwin, God must have parachuted him to Earth originally published in Tygodnik Powszechny, December 2008
- New Statesman interview with Lech Wałęsa by Mark Seddon
- Wałęsa speech (MP3)
- Lech Wałęsa – Nobel Lecture
- BBC interview with Lech Wałęsa on the 25th anniversary of the founding of Solidarity
- Interview on WTTW
- The Shaming of Lech Wałęsa: Why the defeater of communism finds himself defeated by ex-communists—and why he and the American public haven't noticed Agnieszka Tennant, Books & Culture magazine, 2002
- Lech Wałęsa, NNDB.com
- International Support Freedom Collection interview